# أرخبيل لوس روكيس
أرخبيل لوس روكيس (بالإسبانية: Archipiélago Los Roques) هو أرخبيل من 350 جزيرة وجُزيرة وجزر مدية تبلغ مساحتها مجتمعة 40.61 كلم مربع وهي تتبع للالتبعيات الفيدرالية لفنزويلا وتقع شمال ميناء مدينة لا غوايرا في البحر الكاريبي. يعتبر هذا الأرخبيل موقع جذب سياحي كبير لتواجد الشعاب المرجانية فيه بالإضافة إلى رسو الطيور المهاجرة فيه. قامت الحكومة الفنزويلية باعتبارها محمية طبيعية منذ سنة 1972.